# The Legend of Zelda: Hyrule Historia
The Legend of Zelda: Hyrule Historia (ou simplement Hyrule Historia) est un livre sur la série de jeux vidéo The Legend of Zelda créé par Nintendo, et publié par Shogakukan au Japon, puis par la suite traduit et publié, en anglais par Dark Horse Comics, en français par Soleil Productions. Le livre révèle la chronologie officielle des événements fictifs de la série, après des années de spéculation de la part des fans. Le livre comprend également des illustrations des jeux sortis jusque-là, un court manga de 32 pages servant de préquelle au jeu Skyward Sword, de la documentation sur ce jeu et une préface et une postface écrite par les producteurs de la série. C'est le premier livre de la série Goddess Collection, comportant trois ouvrages.

## Contenu
Le livre The Legend of Zelda: Hyrule Historia de 276 pages est divisé en trois grandes parties, abordant Skyward Sword, tous les jeux de la chronologie, et une partie artistique. La première section, « Au commencement de la légende » est consacrée à l'univers de Skyward Sword, puisque le livre coïncide avec la sortie du jeu au Japon. Elle explore le processus de développement du jeu, et propose des images et des commentaires sur de nombreux éléments de la trame scénaristique comme des lieux des objets odes personnages,. La seconde partie appelée « L'Histoire d'Hyrule », établit la chronologie officielle des événements fictifs qui se déroulent dans la franchise après de nombreuses années de spéculation de la part des fans. La chronologie de The Legend of Zelda a suscité de nombreux débats jusqu'à cette chronologie officielle soit publiée dans Hyrule Historia. La chronologie présentée n'est pas exhaustive et laisse une marge de manœuvre pour les mystères et l'ajout d'entrées futures. Cette chronologie décrit chacun des jeux dans sa trame narrative,,. La dernière section principale nommée « Aux sources de la créativité » est consacrée aux illustrations et à la conception des personnages et certains objets et éléments de toute la franchise. Cette partie présente leur évolution avec des dessins conceptuels mais aussi de leurs versions finales, pour certains inédits,,.
En plus de ces trois sections, figurent une préface du créateur de la série, Shigeru Miyamoto, et une postface d'Eiji Aonuma, producteurs des jeux de la série depuis les années 2000. En outre, le livre intègre un court manga de 32 pages servant de préquelle au jeu Skyward Sword par Akira Himekawa,.
Le livre comprend également un récapitulatif des jeux de la franchise, hors spin-off,. Un page aborde cependant les jeux The Legend of Zelda: Collector's Edition, The Legend of Zelda: Ocarina of Time / Master Quest, les jeux Zelda sortis sur Satellaview et Link's Crossbow Training. Une page répertorie des produits à l'effigie du 25e anniversaire de la franchise,.

## Création et commercialisation
Eiji Aonuma, producteur d'un grand nombre de jeux de la franchise, a dévoilé que des membres de Nintendo ont cherché des informations dans « des piles de documents anciens » pour établir la chronologie.
Hyrule Historia est publié par Shogakukan en japonais le 21 décembre 2011, avec une couverture marron et un lettrage couleur or. Il est publié au Japon pour coïncider avec le 25e anniversaire de la franchise et la sortie de Skyward Sword,.
Dark Horse Books se rapproche de Nintendo pour travailler sur le projet de la traduction, mais l'éditeur précise c'est la demande des fans qui a provoqué la création de ce projet. La traduction est annoncée en août 2012. Six personnes travaillent à la traduction, alors que trois sont affectées aux tâches de conception. La totalité des textes est traduite, même les notes manuscrites sur la production et la conception des jeux La version anglaise est légèrement plus volumineuse que la version japonaise et utilise du papier plus épais. Cependant, il a essentiellement le même contenu que l'original,. Fin 2013, le remaster The Wind Waker HD commercialisé en bundle avec la console Wii U aux États-Unis contient un code qui permet d'obtenir une version numérique du livre. Dark Horse Books publie le livre en anglais le 29 janvier 2013 en Amérique du Nord, en Europe et en Australie,.
En France, Hyrule Historia est traduit par Florent Gorges, et publié par Soleil Productions le 4 décembre 2013. Il est publié en allemand par Tokyopop.
Le livre est également paru dans une version spéciale appelée The Legend of Zelda: Hyrule Historia - Collector's Edition.

## Accueil

### Ventes
Hyrule Historia connait de bonnes ventes. Les précommandes du livre grimpent à la première place sur Amazon aux États-Unis, détrônant Cinquante nuances de Grey. Il reste dans les meilleures ventes du site Amazon d'août 2012 à janvier 2013,. Hyrule Historia rentre dans la New York Times Best Seller list en février 2013.

### Critiques
Hyrule Historia est acclamé lors de sa sortie,,,. Cependant, il crée des polémiques importantes au sujet de la chronologie et de certaines des incohérences relevées par les fans ou la presse spécialisée.

## Postérité
Hyrule Historia est le premier livre de la série The Goddess Collection, comportant trois ouvrages, avec The Legend of Zelda: Art and Artifacts et The Legend of Zelda: Encyclopedia.
En août 2018, Nintendo communique sur la chronologie de la franchise, et révèle que Breath of the Wild se déroule après tous les jeux de la franchise, sans préciser à laquelle des trois temporalités il se rattache. La firme nippone déplace par ailleurs les événements du jeu Link's Awakening avant ceux de Oracle of Seasons et Oracle of Ages.